# Loi de Charles
La loi de Charles, du nom du physicien, chimiste et inventeur français Jacques Charles, est l'une des lois de la thermodynamique constituant la loi des gaz parfaits.

## Énoncé

Animation montrant la relation entre température et volume lorsque la pression est maintenue constante.

La loi de Charles stipule qu'à pression {\displaystyle P} constante, le volume d'un gaz parfait est directement proportionnel à la température absolue (exprimée en kelvins), soit, pour une même quantité de gaz dans deux états 1 et 2 à la même pression :
{\displaystyle {\frac {V_{1}}{T_{1}}}={\frac {V_{2}}{T_{2}}}}
On peut également écrire :
{\displaystyle V=V_{0}.\left[1+\alpha .\left(T-T_{0}\right)\right]}, où {\displaystyle \alpha } dépend de {\displaystyle P}.
Cette loi n'est pas valable aux « hautes » pressions. Mais on constate que, lorsque la pression {\displaystyle P} tend vers zéro, {\displaystyle \alpha } tend vers une valeur universelle, indépendante du gaz, environ égale à 0,003 661 = 1/273,15, lorsque les températures sont exprimées en degré Celsius.

## Histoire des sciences
La loi a été publiée pour la première fois par Louis Joseph Gay-Lussac en 1802, mais elle avait été découverte par Jacques Charles dès 1787. Cette loi peut donc occasionnellement être appelée loi de Gay-Lussac. Néanmoins, le nom de loi de Gay-Lussac est plutôt réservé à la formule reliant pression et température d'un gaz parfait à volume constant.